# Chalonnes-sur-Loire
Chalonnes-sur-Loire és un municipi francès situat al departament de Maine i Loira i a la regió de País del Loira. L'any 2012 tenia 6.550 habitants.

## Demografia

### Població
El 2007 la població de fet de Chalonnes-sur-Loire era de 6.137 persones. Hi havia 2.494 famílies de les quals 787 eren unipersonals (331 homes vivint sols i 456 dones vivint soles), 787 parelles sense fills, 741 parelles amb fills i 179 famílies monoparentals amb fills.
La població ha evolucionat segons el següent gràfic:
Habitants censats

### Habitatges
El 2007 hi havia 2.848 habitatges, 2.529 eren l'habitatge principal de la família, 87 eren segones residències i 231 estaven desocupats. 2.109 eren cases i 679 eren apartaments. Dels 2.529 habitatges principals, 1.575 estaven ocupats pels seus propietaris, 916 estaven llogats i ocupats pels llogaters i 38 estaven cedits a títol gratuït; 57 tenien una cambra, 285 en tenien dues, 459 en tenien tres, 606 en tenien quatre i 1.122 en tenien cinc o més. 1.691 habitatges disposaven pel capbaix d'una plaça de pàrquing. A 1.147 habitatges hi havia un automòbil i a 1.041 n'hi havia dos o més.

### Piràmide de població
La piràmide de població per edats i sexe el 2009 era:
| Homes | Edats   | Dones |
| ----- | ------- | ----- |
| 8     | 95 o +  | 24    |
| 20    | 90 a 94 | 40    |
| 28    | 85 a 89 | 68    |
| 28    | 80 a 84 | 80    |
| 140   | 75 a 79 | 192   |
| 116   | 70 a 74 | 84    |
| 116   | 65 a 69 | 180   |
| 132   | 60 a 64 | 128   |
| 132   | 55 a 59 | 136   |
| 180   | 50 a 54 | 164   |
| 188   | 45 a 49 | 196   |
| 168   | 40 a 44 | 160   |
| 252   | 35 a 39 | 212   |
| 184   | 30 a 34 | 176   |
| 196   | 25 a 29 | 184   |
| 156   | 20 a 24 | 128   |
| 184   | 15 a 19 | 136   |
| 192   | 10 a 14 | 156   |
| 212   | 5 a 9   | 180   |
| 124   | 0 a 4   | 216   |

## Economia
El 2007 la població en edat de treballar era de 3.701 persones, 2.787 eren actives i 914 eren inactives. De les 2.787 persones actives 2.561 estaven ocupades (1.350 homes i 1.211 dones) i 226 estaven aturades (109 homes i 117 dones). De les 914 persones inactives 417 estaven jubilades, 263 estaven estudiant i 234 estaven classificades com a «altres inactius».

### Ingressos
El 2009 a Chalonnes-sur-Loire hi havia 2.647 unitats fiscals que integraven 6.339 persones, la mediana anual d'ingressos fiscals per persona era de 16.934 €.

### Activitats econòmiques
Dels 330 establiments que hi havia el 2007, 1 era d'una empresa extractiva, 13 d'empreses alimentàries, 3 d'empreses de fabricació de material elèctric, 16 d'empreses de fabricació d'altres productes industrials, 47 d'empreses de construcció, 77 d'empreses de comerç i reparació d'automòbils, 9 d'empreses de transport, 17 d'empreses d'hostatgeria i restauració, 3 d'empreses d'informació i comunicació, 25 d'empreses financeres, 13 d'empreses immobiliàries, 43 d'empreses de serveis, 41 d'entitats de l'administració pública i 22 d'empreses classificades com a «altres activitats de serveis».
Dels 91 establiments de servei als particulars que hi havia el 2009, 1 era una oficina d'administració d'Hisenda pública, 1 gendarmeria, 1 oficina de correu, 7 oficines bancàries, 2 funeràries, 4 tallers de reparació d'automòbils i de material agrícola, 1 taller d'inspecció tècnica de vehicles, 2 autoescoles, 5 paletes, 12 guixaires pintors, 7 fusteries, 7 lampisteries, 7 electricistes, 7 perruqueries, 2 agències de treball temporal, 11 restaurants, 11 agències immobiliàries, 2 tintoreries i 1 saló de bellesa.
Dels 49 establiments comercials que hi havia el 2009, 3 eren supermercats, 2 grans superfícies de material de bricolatge, 8 fleques, 3 carnisseries, 1 una peixateria, 3 llibreries, 8 botigues de roba, 2 botigues d'equipament de la llar, 2 sabateries, 1 una botiga d'electrodomèstics, 2 botigues de mobles, 5 botigues de material esportiu, 1 un drogueria, 1 una perfumeria, 3 joieries i 4 floristeries.
L'any 2000 a Chalonnes-sur-Loire hi havia 71 explotacions agrícoles que ocupaven un total de 1.638 hectàrees.

## Equipaments sanitaris i escolars
El 2009 hi havia 1 hospital de tractaments de curta durada, 1 hospital de tractaments de mitja durada (seguiment i rehabilitació), 1 un hospital de tractaments de llarga durada, 1 psiquiàtric, 2 farmàcies i 1 ambulància.
El 2009 hi havia 1 escola maternal i 2 escoles elementals. Chalonnes-sur-Loire disposava d'un col·legi d'educació secundària amb 386 alumnes.

## Poblacions més properes
El següent diagrama mostra les poblacions més properes.